# Suzie Villeneuve
Suzie Villeneuve est une chanteuse québécoise née le 5 mai 1983, à Jonquière. Elle et sa sœur jumelle, Annie Villeneuve, furent révélées au grand public grâce à la première mouture québécoise de l'émission Star Académie, en 2003,. Elles retiennent aussitôt l'attention du public.

## Biographie
En 2000, elle participe à la revue musicale Québec Issime, en 2003, elle participe avec sa sœur à un trio intitulé "Le Sucre et le sel" sur l'album "Reviens" du chanteur Québécois Garou. La chanson traite d'un triangle amoureux. En 2005, elle chantera sur l'album de sa sœur Annie en duo avec elle, la chanson "s'il fallait qu'un jour". Duo qu'elles interprèteront ensuite en tournée et à la télé.
En 2005, le côté rock de Suzie l'amène à participer, aux côtés de Jean Ravel, à la revue musicale des années 1975 à 1985 intitulée Rock Story pendant quelques années. Ensuite suivra l'enregistrement de son album. Entre-temps, elle participe à la bande sonore du film À vos marques... party! sur laquelle elle interprète la chanson Qu'est-ce que tu veux, ainsi qu'à la bande son de la télésérie Les Boys en reprenant un succès du groupe québécois Nuance Vivre dans la nuit et chantera en 2007 en duo avec Dave Bourgeois sur son album solo, la chanson "pourquoi".
L'album est entièrement produit et réalisé par Rick Allison et parait le 23 septembre 2008,,,. Il s'agit d'un album éponyme.  Au printemps 2008, Suzie Villeneuve propose son premier titre simple, "J'abandonne", qui est passé à l'antenne des stations de radio québécoises. Ensuite, ce sera la chanson intitulée "Si c'est toi" qui sera diffusée.
Suzie a collaboré avec d'autres artistes. Parmi ceux-ci, notons Serge Lama, Garou, sans oublier sa participation au spectacle de Céline Dion sur les plaines, dans le cadre des fêtes du 400e de Québec en 2008, à la demande de cette dernière,,.
En février 2010, Suzie annonce qu'elle veut quitter le monde de la chanson et, par conséquent, la vie publique pour découvrir le domaine entrepreneurial. Elle rejoint l'entreprise Tupperware et devient également planificatrice de mariages,. Elle est d'ailleurs consacrée meilleure recruteuse pour la vente de ce produit en Amérique du Nord. 
En 2012, elle chantera sur l'album de sa sœur Annie en duo " S'il fallait qu'un jour ".
En 2016, elle démarre sa première entreprise en organisation d'événements privés et corporatifs. Elle ne s'arrête pas là et devient cofondatrice de l'entreprise Synaxon Expansion, en mettant son côté créatrice à profit et en créant le contenu vidéo pour mettre en lumière les activités que propose l'entreprise. 
En 2017, elle revient dans le monde de la culture et produit sa première chanson en tant qu'auteure-compositrice-interprète. Elle anime et produit une websérie nommée Au cœur de l'entrepreneur. La raison d'être de cette websérie est de mettre en lumière l'être humain derrière l'entrepreneur tout en découvrant le parcours de 6 entrepreneurs exerçant dans différents domaines d'activités. Elle prépare un retour en studio en 2019 et veut entreprendre une série de spectacles et de conférences. 
En 2019, elle présente sur scène son nouveau spectacle/conférence intitulée " De la tête au coeur ".
En février 2020, elle se présente aux auditions de La Voix Québec et poursuit ses activités aux côtés de Garou.

## Vidéographie
- Vidéo clip: Enfin - "Live en studio"
- Vidéo clip: Medley - "Live en studio"

## Prix et nominations
Gala ADISQ en compagnie de Star Academie
- 2003: Chanson de l'année (Et c'est pas fini)
- 2003: Album le plus vendu
- 2003: Album pop